# Provincia Tavush

Localizarea provinciei în Armenia

Provincia Tavush (armeană Տավուշ) este o provincie situată în nord-estul Armeniei. Capitala sa este orașul Ijevan.